# Teorema del trinomio
Si partimos de la definición del teorema del binomio (véase teorema del binomio, formulación del teorema) y coeficiente trinomial (véase coeficiente trinomial, pasos previos) se puede reescribir la fórmula del teorema del binomio de tal forma que para la expansión de un trinomio {\displaystyle (x+y+z)^{n}} se cumple un teorema análogo.

## Pasos previos
En la sección pasos previos del coeficiente trinomial, queda definido que el coeficiente binomial {\displaystyle {n \choose k}} podía ser reescrito si se define un {\displaystyle r_{1}=k} y un {\displaystyle r_{2}=n-k} [{\displaystyle r_{1}} y {\displaystyle r_{2}} son enteros positivos ({\displaystyle r_{1}}, {\displaystyle r_{2}} {\displaystyle \in \mathrm {Z} ^{+}})] siendo {\displaystyle r_{1}+r_{2}=n}, de tal forma que {\displaystyle {n \choose k}={n \choose r_{1},r_{2}}}.
Basándose en el teorema del binomio que establece que cualquier potencia de un binomio {\displaystyle x+y} puede ser expandida en una suma de la forma:
| {\displaystyle (x+y)^{n}=\sum _{k=0}^{n}{n \choose k}x^{n-k}y^{k}={n \choose 0}x^{n}+{n \choose 1}x^{n-1}y+{n \choose 2}x^{n-2}y^{2}+\cdots +{n \choose n-1}xy^{n-1}+{n \choose n}y^{n}} |

(Véase la referencia completa en teorema del binomio, formulación del teorema).
se puede reescribir el binomio anterior de la siguiente forma: {\displaystyle (x+y)^{n}=\sum _{n=r_{1}+r_{2}}{n \choose r_{1},r_{2}}x^{r_{2}}y^{r_{1}}}

## Definición
Si {\displaystyle x,y,z\in \mathbb {R} ,} {\displaystyle r_{1}}, {\displaystyle r_{2}} y {\displaystyle r_{3}} son enteros positivos ({\displaystyle r_{1}}, {\displaystyle r_{2}}, {\displaystyle r_{3}} {\displaystyle \in \mathrm {Z} ^{+}}) tal que {\displaystyle n=r_{1}+r_{2}+r_{3}}, entonces la expansión del trinomio {\displaystyle (x+y+z)^{n}} viene dada por la expresión {\displaystyle (x+y+z)^{n}=\sum _{n=r_{1}+r_{2}+r_{3}}{n \choose r_{1},r_{2},r_{3}}x^{r_{2}}y^{r_{1}}z^{r_{3}}} 
De esta forma para la expansión de un trinomio {\displaystyle (x+y+z)^{n}} se cumple un teorema análogo.